# Almost Unplugged
Almost Unplugged är ett livealbum av det svenska rockbandet Europe, utgivet den 17 september 2008. Skivan spelades in på Nalen i Stockholm den 17 januari 2008. Bandet ackompanjerades under konserten av en stråkkvartett och spelade omarbetade, semiakustiska versioner av egna låtar samt covers på låtar av Pink Floyd, UFO, Led Zeppelin och Thin Lizzy.

## Låtlista
1. "Got to Have Faith" (Joey Tempest, John Norum) – 4:15
2. "Forever Travelling" (Tempest, Mic Michaeli) – 4:22
3. "Devil Sings the Blues" (Tempest, Michaeli) – 6:26
4. "Wish You Were Here" (David Gilmour, Roger Waters) – 4:36
5. "Dreamer" (Tempest) – 4:23
6. "Love to Love" (Phil Mogg, Michael Schenker) – 7:31
7. "The Final Countdown" (Tempest) – 5:46
8. "Yesterday's News" (Tempest, Kee Marcello, John Levén, Ian Haugland, Michaeli) – 6:30
9. "Since I've Been Lovin' You" (Jimmy Page, Robert Plant, John Paul Jones) – 7:24
10. "Hero" (Tempest) – 4:26
11. "Suicide" (Phil Lynott) – 5:42
12. "Memories" (Tempest) – 5:51
13. "Superstitious" (Tempest) – 4:39
14. "Rock the Night" (Tempest) – 5:51